# Sofie Verhaegen
Sofie Verhaegen est une joueuse de football belge née le 17 septembre 1991.

## Biographie
Elle a joué au Standard Fémina de Liège et à Oud-Heverlee Louvain. Dans le courant de la saison 2008-2009, elle a arrêté le football pour privilégier ses études.

## Palmarès
- Championne de Belgique (1) : 2009

### Bilan
- 1 titre

## Statistiques

### Ligue des Champions
- 2009-2010 : 1 match